# Euxoa basiflava
Euxoa basiflava är en fjärilsart som beskrevs av Smith 1890. Euxoa basiflava ingår i släktet Euxoa och familjen nattflyn. Inga underarter finns listade i Catalogue of Life.